# Lucas Dantas do Amorim Torres
Lucas Dantas do Amorim Torres (Salvador, 1774 — Salvador, 8 de novembro de 1799), foi um marceneiro e militar brasileiro que encabeçou um dos papéis de liderança da Conjuração Baiana, movimento de independência do Brasil ocorrido na Capitania Geral da Bahia no final do século XVIII.
Nascido em 1774, na cidade de Salvador, Lucas Dantas era filho do casal de pardos formado por Domingos da Costa e Vicência Maria. Ele havia exercido vários ofícios antes de entrar no Regimento de Artilharia, como o de marceneiro. Ele se destacou na história na condição de um dos soldados que participou da Conjuração Baiana, tendo sido  executado com enforcamento, com esquartejamento de seus membros, por ter ido contra o governo de Império Português.
De acordo com os autos da devassa feita com os integrantes da  Revolução dos Alfaiates pelas autoridades coloniais, Lucas Dantas seria a principal liderança do movimento, tendo inclusive a maior consistência ideológica entre os quatro executados à morte pela Coroa portuguesa. Em 1798, durante o seu interrogatório, ele declarou: 

 Queremos república, para respirar livremente, pois vivemos sujeitos e por sermos pardos não somos admitidos a acesso algum e sendo República há igualdade para todos.— Lucas Dantas